# ديلان تيونز
ديلان تيونز (بالفرنسية: Dylan Teuns)‏ (و. 1992  م) هو راكب دراجة هوائية بلجيكي، شارك في طواف إسبانيا، وشارك في طواف فرنسا 2019.

## سباقات أو مراحل فاز بها
| التاريخ        | السباق                            | المركز                                                                                         |
| -------------- | --------------------------------- | ---------------------------------------------------------------------------------------------- |
| 19 أبريل 2014  | 2014 U23 Liège–Bastogne–Liège     |                                                                                                |
| 01 مايو 2014   | طواف دي بريتاجن 2014              |                                                                                                |
| 05 يوليو 2014  | 2014 أوملوب هيت نيووسبلاد بيلوفتن | الثاني في التصنيف العام                                                                        |
| 29 مارس 2015   | فولتا كاتالونيا 2015              | الثالث في تصنيف أفضل شاب                                                                       |
| 04 أبريل 2015  | فولتا ليمبورغ الكلاسيكي 2015      | الثالث في التصنيف العام                                                                        |
| 31 مايو 2015   | طواف بلجيكا 2015                  | الرابع في التصنيف العام                                                                        |
| 16 أغسطس 2015  | سباق النرويج 2015                 | السادس في تصنيف أفضل شاب، الثامن في تصنيف الجبال                                               |
| 02 أبريل 2016  | فولتا ليمبورغ الكلاسيكي 2016      | العاشر في التصنيف العام                                                                        |
| 24 أبريل 2016  | لييج-باستون-لييج 2016             | المرتبة 17 في التصنيف العام                                                                    |
| 26 فبراير 2017 | طواف أبو ظبي 2017                 | العاشر في تصنيف أفضل شاب                                                                       |
| 19 أبريل 2017  | فليش والون 2017                   | الثالث في التصنيف العام                                                                        |
| 26 يوليو 2017  | طواف فالوني 2017                  | الأول في التصنيف العام، الأول في تصنيف النقاط                                                  |
| 13 أغسطس 2017  | سباق النرويج 2017                 | الأول في التصنيف العام، الأول في تصنيف أفضل شاب، الأول في تصنيف النقاط، التاسع في تصنيف الجبال |
| 30 يوليو 2019  | 2019 Natourcriterium Roeselare    |                                                                                                |
| 20 أبريل 2022  | لا فليش والون 2022                | الأول في التصنيف العام                                                                         |

## روابط خارجية
- ديلان تيونز على موقع الاتحاد الدولي للدراجات (الإنجليزية)
- ديلان تيونز على موقع أرشيف الدراجات (الإنجليزية)
- ديلان تيونز على موقع إحصائيات الدراجات الإحترافية (الإنجليزية)
- ديلان تيونز على موقع نسبة الدراجات (الإنجليزية)
- ديلان تيونز على موقع CycleBase (الإنجليزية)
- ديلان تيونز على موقع اللجنة الأولمبية البلجيكية (الهولندية)